# 마 (2019년 영화)
마(Ma)는 미국에서 제작된 테이트 테일러 감독의 2019년 공포, 스릴러 영화이다. 옥타비아 스펜서 등이 주연으로 출연하였고 제이슨 블룸 등이 제작에 참여하였다.
블럼하우스 프로덕션스를 통해 제작되었다. 2019년 5월 31일 유니버설 픽처스를 통해 미국에서 개봉하였다.

## 출연

### 주연
- 옥타비아 스펜서
- 루크 에반스
- 줄리엣 루이스

### 조연
- 맥케일리 밀러
- 도미닉 버지스
- 코리 포겔매니스

## 제작진
- 미술: 마크 피시셜라